# Lacrimula affinis
Lacrimula affinis är en mossdjursart som beskrevs av Bock och Cook 2004. Lacrimula affinis ingår i släktet Lacrimula och familjen Batoporidae. Inga underarter finns listade i Catalogue of Life.